# Cuillin
Ne doit pas être confondu avec les Cuillin de Rùm.
Le Cuillin, en gaélique écossais An Cuilthionn ou An Cuiltheann, est un massif de montagnes du Royaume-Uni situé en Écosse, sur l'île de Skye. Le Sgùrr Alasdair en est le point culminant avec 992 mètres d'altitude. Il s'agit d'un ancien volcan éteint et érodé.

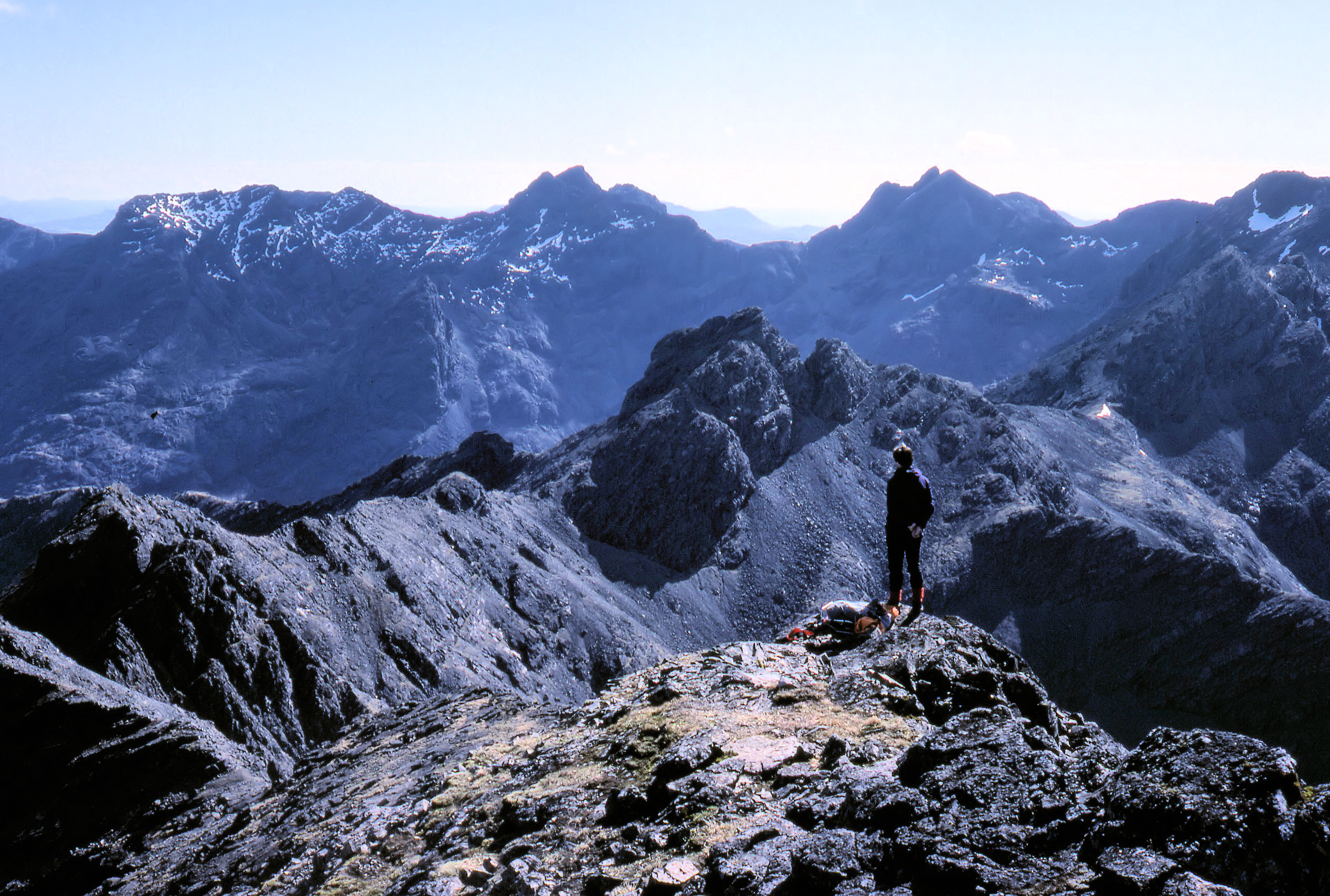
Vue de la chaîne principale du Cuillin.